# 宣教学
宣教学（せんきょうがく、英語：missiology）は、キリスト教神学の一部門である。
キリスト教の異文化コミュニケーションに関する科学、世界宣教についての研究、キリスト教運動について、聖書的、歴史的に研究する学問、これらの学問を包括して、神の国の実現のために伝道方法を研究する学問。
宣教学の主要な領域は、聖書神学、人類学、歴史学である。さらに、心理学、コミュニケーション理論、社会学を含む。

## 歴史
- プロテスタントの最初の宣教学はオランダから始まった。ハドリアヌス・サラビアなどの著作がオランダ東インド会社による宣教の拡大をもたらし、デンマーク・ハレ宣教団に大きな影響を与えた。
- 19世紀になると、宣教学は学問として成立した。カール・クラウルが、ヨーロッパにおいて最初に宣教学を科学的に研究の対象とした。グスタフ・ヴァルネクはプロテスタント宣教学の創立者である。